# بوکووتس (ناحیه فریدک-میستک)
بوکووتس (به چکی: Bukovec) یک منطقهٔ مسکونی در جمهوری چک است که در ناحیه فریدک-میستک واقع شده‌است. بوکووتس ۱۷٫۰۶ کیلومتر مربع مساحت و ۱٬۳۶۸ نفر جمعیت دارد و ۴۵۵ متر بالاتر از سطح دریا واقع شده‌است.